# La valigia dei venti milioni
La valigia dei venti milioni (Charlie Chan at Monte Carlo) è un film del 1937 diretto da Eugene Forde basato sul personaggio di Charlie Chan creato da Earl Derr Biggers, ispettore cinese della polizia di Honolulu, interpretato qui per la sedicesima e ultima volta dall'attore di origine svedese Warner Oland. Oland infatti contrasse, durante un viaggio in Svezia nell'anno successivo, una forma grave di broncopolmonite che lo portò alla morte il 6 agosto 1938.

## Trama
Al Casinò di Monte Carlo Charlie Chan e suo figlio Lee incontrano Jules Etienne Joubert, capo della polizia del principato, e passeggiando per le sale da gioco assistono a un alterco al gioco tra Victor Karnoff e Paul Savarin. Le cose sembrano andare bene a Victor, che lascia il casinò in compagnia di Gordon Chase, suo segretario, con la forte somma vinta, intenzionato a disporre un'operazione finanziaria che rovini proprio Savarin. Nel frattempo anche la moglie di Victor, Joan Karnoff, lascia il casinò per recarsi all'hotel Imperial dove si incontra con il barman Al Rogers sperando di avere indietro i titoli finanziari di suo marito, prima che Victor si accorga della sparizione. Victor infatti deve trasferire tutti i suoi titoli metallurgici a Parigi proprio quella sera.
A fine serata Charlie e Lee escono e si avviano verso Nizza dove li aspetta il treno per Parigi, ma il loro taxi ha un problema meccanico. Così sono costretti a proseguire a piedi. Dopo poco incrociano un'auto bianca che viaggia velocemente in senso contrario, e subito intravedono un'altra auto ferma a bordo strada, si avvicinano e si avvedono che a bordo è presente il corpo senza vita di un uomo che risulterà poi essere Renault, l'inviato della banca parigina, che trasportava il milione di dollari in titoli di Victor Karnoff. Avendo oramai perso il treno, i due decidono di rimanere ospiti di Joubert a Monte Carlo dell'hotel Imperial.
Joubert dirama un ordine di arresto per Ludwig, l'autista scomparso di Victor, ma Chang è insospettito dal tentativo di vendita, da parte del barista Al Rogers, di un controvalore molto elevato di titoli metallurgici. L'auto bianca che Charlie aveva notato la sera dell'omicidio risulta di Evelyn Grey, cosicché i tre si recano all'hotel Imperial e la trovano in compagnia di Paul Savarin. Lei inizialmente nega tutto, poi ammette che si trovava sul luogo del delitto per caso, giunta sul posto si era accorta dell'uomo morto, ma la presenza di due uomini sconosciuti l'aveva messa in fuga in preda al panico. Le cose sembrano complicarsi quando anche il corpo di Ludwig viene trovato senza vita in una palude vicino al luogo del delitto.
Charlie sospetta di Al e si reca nella sua stanza d'albergo per interrogarlo, ma vi giunge troppo tardi: lo trova a terra morto in una posizione che farebbe ipotizzare il suicidio, ma dopo alcune osservazioni, risulta chiaro che anche Al è stato ucciso.
Si recano infine tutti a villa Karnoff, e qui affrontano Joan che confessa di essere stata vittima di ricatti continui da parte di Al Rogers, suo primo marito, ma nega di essere l'assassina. Un controllo sulla borsa dei titoli fa scoprire che mancano 200.000 dollari, sottratti dal vero assassino: Gordon Chase, cognato e segretario di Victor, che necessitava di parecchio denaro per mantenere viva la sua relazione con Evelyn; Vistosi scoperto Gordon giura vendetta a tutti e tenta la fuga ma nell'attraversare la strada viene travolto da un'auto in corsa.

## Distribuzione
Distribuito dalla Twentieth Century Fox Film Corporation, il film uscì nelle sale cinematografiche USA, con la prima a New York City il 17 Dicembre 1937.